# Torie-Chol
Torie-Chol (Tore-Chol, Tere-Chol, Tierie-Chol) (ros. Торе-Холь, Тере-Холь; mong. Дөрөө нуур, Döröö nuur) – słodkowodne jezioro na granicy Rosji (południowa Tuwa) i północnej Mongolii, w Kotlinie Uwskiej.
Powierzchnia około 42 km² (rosyjska część 35 km², a mongolska 7 km²). Długość 16 km, szerokość 4 km. Leży na wysokości 1148,8 m n.p.m. Brzegi jeziora są niskie i piaszczyste; występują liczne piaszczyste diuny (głównie w części południowej).